# Odprto prvenstvo Anglije 2000
Odprto prvenstvo Anglije 2000 je teniški turnir za Grand Slam, ki je med 26. junijem in 9. julijem 2000 potekal v Londonu.

## Moški posamično
Pete Sampras :  Patrick Rafter 6-7(10-12) 7-6(7-5) 6-4 6-2 

## Ženske posamično
Venus Williams :  Lindsay Davenport 6-3 7-6(7-3)

## Moške dvojice
Todd Woodbridge /  Mark Woodforde :  Paul Haarhuis /  Sandon Stolle 6-3 6-4 6-1 

## Ženske  dvojice
Serena Williams /  Venus Williams :  Julie Halard-Decugis /  Ai Sugijama 6-3 6-2

## Mešane dvojice
Don Johnson /  Kimberly Po :  Lleyton Hewitt /  Kim Clijsters 6-4 7-6(7-3)